# Dave Chisnall
Dave Chisnall (* 12. září 1980 St.Helens) je anglický profesionální hráč šipek, který hraje na turnajích Professional Darts Corporation (PDC). Svou kariéru začal v British Darts Organisation (BDO) a v roce 2010 se dostal do finále mistrovství světa. O rok později přešel do PDC, kde se od té doby dostal do šesti velkých televizních finále a vyhrál 19 rankingových turnajů. Od svého přechodu do PDC je Chisnall dlouhodobě v první dvacítce žebříčku, čtyřikrát se objevil v Premier League a třikrát reprezentoval Anglii na World Cup of Darts.

## Výsledky na mistrovství světa

### BDO
- 2009: První kolo (porazil ho Martin Adams 2–3)
- 2010: Finalista (porazil ho Martin Adams 5–7)
- 2011: Druhé kolo (porazil ho Gary Robson 1–4)

### PDC
- 2012: Třetí kolo (porazil ho Andy Hamilton 0–4)
- 2013: Třetí kolo (porazil ho Simon Whitlock 3–4)
- 2014: První kolo (porazil ho John Henderson 2–3)
- 2015: Druhé kolo (porazil ho Benito van de Pas 2–4)
- 2016: Třetí kolo (porazil ho Peter Wright 3–4)
- 2017: Čtvrtfinále (porazil ho Gary Anderson 3–5)
- 2018: První kolo (porazil ho Vincent van der Voort 0–3)
- 2019: Čtvrtfinále (porazil ho Gary Anderson 2–5)
- 2020: Třetí kolo (porazil ho Jeffrey de Zwaan 3–4)
- 2021: Semifinále (porazil ho Gary Anderson 3–6)
- 2022: Třetí kolo (odstoupil po pozitivním testu na Covid-19)
- 2023: Třetí kolo (porazil ho Stephen Bunting 2–4)
- 2024: Čtvrtfinále (porazil ho Luke Humphries 1–5)
- 2025: Druhé kolo (porazil ho Ricky Evans 2–3)

## Finálové zápasy

### Major Turnaje BDO: 1
| Výsledek  | No. | Rok  | Turnaj            | Soupeř       | Skóre   |
| --------- | --- | ---- | ----------------- | ------------ | ------- |
| Finalista | 1.  | 2010 | Mistrovství světa | Martin Adams | 5–7 (s) |

### Major turnaje PDC: 6
| Legenda                           |
| --------------------------------- |
| World Grand Prix (0–2)            |
| Grand Slam of Darts (0–1)         |
| Masters (0–2)                     |
| Players Championship Finals (0–1) |

| Výsledek  | No. | Rok  | Turnaj                      | Soupeř             | Skóre     |
| --------- | --- | ---- | --------------------------- | ------------------ | --------- |
| Finalista | 1.  | 2013 | World Grand Prix            | Phil Taylor        | 0–6 (s)   |
| Finalista | 2.  | 2014 | Grand Slam of Darts         | Phil Taylor        | 13–16 (l) |
| Finalista | 3.  | 2016 | The Masters                 | Michael van Gerwen | 6–11 (l)  |
| Finalista | 4.  | 2016 | Players Championship Finals | Michael van Gerwen | 3–11 (l)  |
| Finalista | 5.  | 2019 | World Grand Prix            | Michael van Gerwen | 2–5 (s)   |
| Finalista | 6.  | 2022 | The Masters                 | Joe Cullen         | 9–11 (l)  |

### Světová série PDC: 2
| Legenda                     |
| --------------------------- |
| World Series of Darts (0–2) |

| Výsledek  | No. | Rok  | Turnaj                 | Soupeř             | Skóre    |
| --------- | --- | ---- | ---------------------- | ------------------ | -------- |
| Finalista | 1.  | 2016 | Perth Darts Masters    | Michael van Gerwen | 4–11 (l) |
| Finalista | 2.  | 2017 | Shanghai Darts Masters | Michael van Gerwen | 0–8 (l)  |

## Výsledky na turnajích

### BDO
| Turnaj            | 2007 | 2008 | 2009 | 2010 | 2011 |
| ----------------- | ---- | ---- | ---- | ---- | ---- |
| Mistrovství světa | DNP  | DNP  | 1R   | F    | 2R   |
| World Masters     | 3R   | 1R   | DNP  | 4R   | PDC  |

### PDC
| Turnaj                          | 2010        | 2011           | 2012              | 2013              | 2014              | 2015              | 2016              | 2017        | 2018           | 2019           | 2020           | 2021           | 2022              | 2023              | 2024              | 2025           |
| ------------------------------- | ----------- | -------------- | ----------------- | ----------------- | ----------------- | ----------------- | ----------------- | ----------- | -------------- | -------------- | -------------- | -------------- | ----------------- | ----------------- | ----------------- | -------------- |
| Hodnocené televizní turnaje     |             |                |                   |                   |                   |                   |                   |             |                |                |                |                |                   |                   |                   |                |
| Mistrovství světa               | DNP         | DNP            | 3R                | 3R                | 1R                | 2R                | 3R                | QF          | 1R             | QF             | 3R             | SF             | 3R                | 3R                | QF                | 2R             |
| World Masters                   | BDO         | NH             | NH                | 1R                | QF                | QF                | F                 | 1R          | 1R             | SF             | QF             | QF             | F                 | 2R                | QF                | 1R             |
| UK Open                         | BDO         | QF             | SF                | 4R                | 4R                | 4R                | 3R                | 4R          | 3R             | 6R             | 4R             | QF             | 5R                | 4R                | 6R                | 5R             |
| World Matchplay                 | BDO         | 1R             | 1R                | QF                | QF                | QF                | QF                | 2R          | QF             | 1R             | 1R             | 2R             | 2R                | 1R                | 1R                |                |
| World Grand Prix                | BDO         | 1R             | 2R                | F                 | 1R                | 2R                | SF                | 2R          | QF             | F              | SF             | QF             | 1R                | 1R                | 2R                |                |
| Mistrovství Evropy              | BDO         | 2R             | 2R                | 1R                | QF                | QF                | 1R                | 2R          | 2R             | QF             | 1R             | DNQ            | QF                | 1R                | 1R                |                |
| Grand Slam of Darts             | RR          | RR             | DNQ               | RR                | F                 | 2R                | RR                | 2R          | DNQ            | QF             | 2R             | DNQ            | RR                | RR                | RR                |                |
| Players Championship Finals     | BDO         | QF             | 1R                | 1R                | 1R                | QF                | F                 | 2R          | 2R             | 2R             | 1R             | 1R             | 2R                | 3R                | 2R                |                |
| Nehodnocené televizní turnaje   |             |                |                   |                   |                   |                   |                   |             |                |                |                |                |                   |                   |                   |                |
| Premier League Darts            | BDO         | Nezúčastnil se | Nezúčastnil se    | Nezúčastnil se    | 7.                | SF                | 9.                | 5.          | Nezúčastnil se | Nezúčastnil se | Nezúčastnil se | Nezúčastnil se | Nezúčastnil se    | Nezúčastnil se    | Nezúčastnil se    | Nezúčastnil se |
| World Cup of Darts              | BDO         | NH             | Nekvalifikoval se | Nekvalifikoval se | Nekvalifikoval se | Nekvalifikoval se | Nekvalifikoval se | SF          | QF             | DNQ            | DNQ            | SF             | Nekvalifikoval se | Nekvalifikoval se | Nekvalifikoval se |                |
| World Series of Darts Finals    | Nekonalo se | Nekonalo se    | Nekonalo se       | Nekonalo se       | Nekonalo se       | 2R                | SF                | DNQ         | QF             | SF             | 1R             | 1R             | 2R                | DNQ               | 1R                |                |
| Bývalé televizní turnaje        |             |                |                   |                   |                   |                   |                   |             |                |                |                |                |                   |                   |                   |                |
| Champions League of Darts       | BDO         | Nekonalo se    | Nekonalo se       | Nekonalo se       | Nekonalo se       | Nekonalo se       | DNQ               | RR          | RR             | DNQ            | Nekonalo se    | Nekonalo se    | Nekonalo se       | Nekonalo se       | Nekonalo se       | Nekonalo se    |
| Championship League             | BDO         | DNQ            | SF                | RR                | Nekonalo se       | Nekonalo se       | Nekonalo se       | Nekonalo se | Nekonalo se    | Nekonalo se    | Nekonalo se    | Nekonalo se    | Nekonalo se       | Nekonalo se       | Nekonalo se       | Nekonalo se    |
| Statistika                      |             |                |                   |                   |                   |                   |                   |             |                |                |                |                |                   |                   |                   |                |
| Pořadí v žebříčku na konci roku | –           | 32             | 9                 | 5                 | 8                 | 10                | 7                 | 8           | 12             | 10             | 8              | 13             | 18                | 10                | 6                 |                |

| Legenda | Legenda | Legenda | Legenda        | Legenda | Legenda           | Legenda | Legenda     | Legenda | Legenda   |
| ------- | ------- | ------- | -------------- | ------- | ----------------- | ------- | ----------- | ------- | --------- |
| #R      | kolo    | QF      | čtvrtfinále    | SF      | semifinále        | F       | finalista   | W       | vítěz     |
| RR      | skupina | DNP     | nezúčastnil se | DNQ     | nekvalifikoval se | NH      | nekonalo se | WD      | odstoupil |

## Zakončení devíti šipkami
Seznam televizních zakončení legů devítkou, tedy nejnižším možným množstvím šipek.
| Datum            | Soupeř       | Turnaj              | Způsob                          | Odměna   |
| ---------------- | ------------ | ------------------- | ------------------------------- | -------- |
| 8. listopad 2015 | Peter Wright | Grand Slam of Darts | 3 × T20; 3 × T20; T20, T19, D12 | 30 000 £ |